# 路易·奥古斯特·布朗基
路易·奥古斯特·布朗基（法語：Louis Auguste Blanqui，法語發音：[lwi oɡyst blɑ̃ki]；1805年2月8日—1881年1月1日）是一位法国社会主义者和政治活动家。1871年，法国爆发巴黎公社革命，当时仍被囚禁的他被推选为巴黎公社委员会主席。他的政治思想被称为布朗基主义。

## 经历
1805年，路易·奥古斯特·布朗基生于距尼斯约五十公里的小县城皮热泰涅。
在1818—1824年六年之间，年轻的布朗基先后在玛珊学校和查理曼中学学习。最初他在让·多米尼克·孔庞将军家做了两年家庭教师，后来又在玛珊学校当辅导教员1824年，他加入了烧炭党的秘密组织。
1827年，他参加了所有的学生运动，曾经三次受伤，两次被刺刀刺伤，一次是11月19日在乌尔街的街垒上被子弹打伤。1828—1829年间，布朗基游历了法国南方、意大利和西班牙1829年8月回到巴黎。随后，他在《地球报》做了几个月速记员。在这段时间里，他接触了圣西门和夏尔·傅立叶的空想社会主义学说。
1830年7月，反对查理十世法令的浪潮刚刚掀起时，布朗基就离开了《地球报》编辑部，用他自己的话来说，他立即“拿起了枪杆，戴起了三色帽徽”。
在七月王朝的头两年，布朗基积极参加了几次学生示威游行，1831年初，他被警察逮捕，关进了福尔斯监狱，三个星期以后才被释放。福尔斯监狱是布朗基所坐过的许多监狱中的第一个，他在这些监狱里度过了半生。
1832年，路易-菲利普一世政府的内务部长加西米尔·彼里埃企图解散“人民之友社”和逮捕该社领导人，并以违反出版法令和阴谋危害国家安全的罪名审判“人民之友社”。1832年1月，布朗基、拉斯拜尔、托雷，于贝和其他领导人一起被捕。1832年，布朗基和苏珊恩·阿美利·塞尔结婚。
1837年5月8日，奥尔良公爵结婚，颁布了大赦令，布朗基被释放了，但是把他送到逢土瓦兹地区受警察管制。他和他的全家定居在风景如画的瓦兹河边的让西村。在让西的这一时期是布朗基一生中最平静的时期。就是在这里，他仍然不断考虑国内大事和怎样建立人民政权。他认为成功的重要条件是建立一个团结一致、纪律严格的密谋者的核心。1837年，他创立了一个新的组织——“四季社”来代替“家族社”。
1839年，布朗基认为发动起义的大好时机已到。这一年，经济危机进入了激化阶段，广大人民更趋贫困，失业现象日益增加。政治危机进一步加深了经济危机；下议院已经解散；内阁总理摩莱辞职。路易·菲力浦未能组成新内阁。巴黎的人民激愤起来。1839年初，布朗基回到巴黎。
1844年，布朗基被监禁在圣米歇耳山监狱四年以后，被转移到图尔监狱，不久送进了医院，在那里仍然受到严密的监视。
1846年，由于经济危机，图尔市发生了多次暴动，当时有人告发，说当地的共产主义社团是在布朗基的唆使下发起暴动的。因此，布朗基再度入狱。1847年4月26日到29日在布卢瓦进行审判时，由于缺乏证据，布朗基又被放回，重新回到图尔医院。
1848年的二月革命，才解放了他。 2月25日他到达巴黎。
1851年2月，在二月革命三周年的时候，布朗基写了一篇给在伦敦的法国流亡者的著名“献词”，题目为：“人民要警惕”，他谴责了路易·勃朗、赖德律—洛兰和其他1848年“社会主义者”的叛变行为。
1852年底，布朗基准备越狱。那时，他母亲和他十五岁的儿子来到贝尔岛。他母亲为他的越狱作了一切必要的准备。但是，内务部截获了他放在一个渔夫篓子夹层里的一封信，知道了这件事情。因此，布朗基单独被关进了地牢，看管也更加严了。 
1853年，布朗基和关在他隔壁牢房的卡扎旺重新准备越狱。1853年4月5日，布朗基和卡扎旺越狱。1854年秋，巴尔贝斯获释，监狱中两个对立党派之间的关系有了改善。
1857年，布朗基和三十一个难友一起被押送到科西加岛的科尔特。1859年8月16日大赦之后，布朗基才获准重返巴黎。
布朗基回到巴黎不久，又访问了伦敦。在这里住着许多避难的法国政治家，其中有布朗基的朋友拉康勃勒和巴特尔米。回到巴黎以后，布朗基又从事革命活动，积极重建一个社团。他巧妙地躲开警察，但警察追踪不放，最后还是逮捕了他。
1861年6月，他被控告参与组织一个秘密团体，而被判处四年徒刑。1864年，布朗基患病。人们把他送进耐格医院，放在一间单人病房，受着警察的监视。他的朋友们常常去探望他。就是在这里，他认识了沙利·龙格。
1865年初，布朗基参加了《诚实报》的出版工作，该报主编是布朗基的得意门生居斯塔夫·特里东。
1865年在列日召开的国际学生代表大会上，布朗基遇见了特里东，认识了保罗·拉法格和格朗日，格朗日后来成了布朗基最亲密的朋友。在这几年里，布朗基写了许多文章。他在六十年代末所写的一些研究政治经济学、哲学和社会主义问题的文章，在他死后编成两卷出版，书名叫做《社会批判》。
1867—1868年，布朗基写了《有关武装起义的指示》，详细阐述了革命和巴黎专政建立后应该采取的措施，说明了他的斗争计划，指出应该在哪些街道上修筑街垒，提供了告人民书和告军队书的典范，等等。
1870年普法战争时期，法国军队一开始就节节失利，引起人民群众对帝国的极大愤慨。人民聚集在协和广场上公开表示愤慨不满。布朗基派认为，此刻可以轻而易举地推翻帝国，于是急忙把布朗基从布鲁塞尔叫来。布朗基在8月12日抵达巴黎。
1871年2月8日将进行国民议会的选举。在各俱乐部、委员会和报纸编辑部所提出的四十三个候选人名单中没有布朗基的名字。然而布朗基在选举中还得到了五万二千八百三十九票。11月12日，布朗基突然被移送到凡尔赛监狱。被拘留了差不多一年之后，到1872年2月15日和16日，凡尔赛第四军事法庭才对他的案件进行审判。
1879年4月的第二轮选举的结果，他以六千八百零一票对五千三百三十票击败了资产阶级共和党候选人甘必大的朋友拉凡屠容，当选为波尔多的议员。但下议院宣布布朗基当选无效。
1881年1月1日去世。1月5日举行了葬礼。布朗基的遗体葬在拉雪兹公墓。